# Обексер, Линус
Линус Обексер (нем. Linus Obexer; 5 июня 1997 года, Швейцария) — швейцарский футболист, играющий на позиции защитника клуба «Лозанна Уши».

## Клубная карьера
Обексер начал заниматься футболом в клубе «Ланггассе», в 11 лет перешёл в академию «Янг Бойз». Окончил её в 2015 году. 12 мая 2016 года дебютировал в швейцарском чемпионате в поединке против «Санкт-Галлена», выйдя в стартовом составе и будучи заменённым на 75-й минуте. Всего в первом для себя сезоне провёл три встречи.
Сезон 2016/2017 начал игроком основного состава.

## Карьера в сборной
Игрок юношеских сборных Швейцарии до 18 и 19 лет. Принимал участие в отборочных частях к юношеским чемпионатам Европы, однако в финальную стадию вместе со сборной не выходил.

## Достижения
- Серебряный призёр чемпионата Швейцарии (1): 2015/16